# Cantó de Salviac
El cantó de Salviac és un cantó francès del departament de l'Òlt, situat al districte de Gordon. Té sis municipis i el cap és Salviac.

## Municipis
- Deganhac
- La Vercantièra
- Liaubard
- Rampons
- Salviac
- Tedirac

## Història
| Data d'elecció                           | Identitat  | Partit | Qualitat |
| ---------------------------------------- | ---------- | ------ | -------- |
| 1976-                                    | Yves Périé | PS     |          |
| les dades anteriors no són pas conegudes |            |        |          |
|                                          |            |        |          |

## Demografia
| 1962  | 1968  | 1975  | 1982  | 1990  | 1999  | 2006  |
| ----- | ----- | ----- | ----- | ----- | ----- | ----- |
| 2.088 | 2.409 | 2.223 | 2.106 | 2.197 | 2.310 | 2.570 |